# Battaglia di Pieve di Ledro
(Capitano Ettore Filippini, Pieve di Ledro, 18 luglio 1866)
La battaglia di Pieve di Ledro fu un episodio della terza guerra di indipendenza italiana e fu combattuta il 18 luglio 1866, dal pomeriggio a sera inoltrata, tra sette compagnie del 2º Reggimento Volontari Italiani del tenente colonnello Pietro Spinazzi appartenente al Corpo Volontari Italiani di Giuseppe Garibaldi e gli austriaci della mezza brigata del maggiore Philipp Graf Grünne dell'8ª Divisione del generale Von Kuhn. Vinta dai garibaldini dopo un furioso combattimento, costrinse gli austriaci a rifugiarsi sui monti circostanti la Valle di Ledro e fu il preludio alla più famosa Battaglia di Bezzecca del 21 luglio 1866.

## I presupposti alla battaglia
Garibaldi, durante lo svolgimento dell'operazione dell'Assedio del Forte d'Ampola, mostrava costantemente segni d'inquietudine sulla sorte del 2º Reggimento Volontari Italiani che, nonostante i suoi ordini, si era spinto imprudentemente troppo in là, verso est sul monte Nota, quasi in bocca agli austriaci. Infatti costoro, secondo il Generale, “riuniti nella Valle di Conzei seimila dei suoi migliori soldati, scendevano lungo quella valle verso Bezzecca con l'intenzione di separare da noi i distaccamenti del 2º Reggimento e farli a pezzi”.
Il colonnello Pietro Spinazzi era giunto sul monte Nota, proveniente da Vesio di Tremosine, con le sue sette compagnie forti di circa 1 400 uomini, il mattino del 18 luglio e subito si rese conto che il monte poteva servire come base delle operazioni militari in quanto si prestava sia a una valida difesa sia all'offensiva.  Dal monte difatti si dominava la Valle di Ledro, quella di Bondo, di san Michele, di Vesio inoltre si poteva controllare strategicamente tutte le mosse eventuali del nemico sul Monte Tratta, Giumella, Oro e la strada postale che conduceva a Riva del Garda.

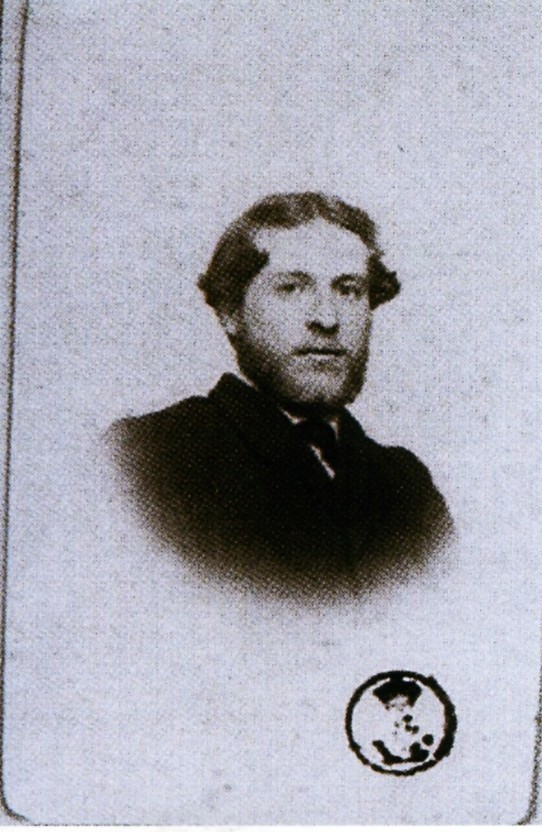
Il capitano Ettore Filippini protagonista del combattimento

## L'attacco a Pieve e Molina di Ledro
Spinazzi dopo un consulto fra ufficiali, nel quale il maggiore Numa Palazzini espose all'approvazione il suo piano d'attacco, decise temerariamente di scendere nella valle sottostante e assaltare con due colonne di garibaldini gli austriaci concentrati attorno al villaggio di Pieve di Ledro. Costoro, in tutto circa 1 600 uomini, appartenevano alla mezza brigata del maggiore Philipp Graf Grünne ed era forte di tre compagnie di Kaiserjäger, una di tiragliatori, due di volontari e una batteria da montagna.
I fatti che seguirono durante il combattimento, furono poi dettagliatamente raccolti in una relazione che il colonnello inviò, il giorno successivo, a Garibaldi ed al generale Giuseppe Avezzana. Questo rapporto, pubblicato anche dai maggiori quotidiani di quei tempi, secondo il capitano Osvaldo Bussi che partecipò allo scontro con la sua 10ª compagnia,  meritava ogni fede, poiché era stato redatto dal maggiore Luigi Castellazzo in base ai rapporti diretti dei maggiori Numa Palazzini e Amos Ocari che comandarono le due colonne d'assalto, nonché dalla raccolta delle informazioni ricevute dai feriti, dalle deposizioni fatte dai prigionieri di guerra e dai cittadini di Pieve di Ledro e Bezzecca.

## La relazione della battaglia del colonnello Pietro Spinazzi
Rapporto del fatto d’armi 18 luglio 1866 che ha avuto luogo in Valle di Ledro.
Il sottoscritto tenente colonnello Pietro Spinazzi, comandante il 2º Reggimento Volontari Italiani, tenendo occupata la zona di terreno che da Salò lungo la riviera del Benaco arriva sino a Gargnano, Tremosine e i Monti della Costa, i quali aprono il varco alla Valle Vestina, provincia tirolese, avea dovuto per obbedire ad ordini superiori frazionare il suo reggimento in parecchi distaccamenti, l’uno dei quali operando del tutto separato sotto gli ordini del maggiore Luigi Castellazzo occupava senza colpo ferir la Valle Vestina, mentre gli altri stavano presidiando la Costa e il Monte dell’Era.
Il restante del reggimento se ne stava intanto acquartierato a Gargnano col suo Colonnello, dando giornaliere prove del massimo ordine, e del più fermo coraggio in frequenti e quasi periodici attacchi delle barche cannoniere e dei vapori austriaci sino allora signori indisputabili del lago di Garda.
Era un'abnegazione di tutti i giorni e di tutte le ore che il reggimento compieva da parecchio tempo e già non pochi dei più bravi ed arrischiati suoi militi erano stati uccisi o feriti da palle nemiche senza il conforto di poter rendere ferita per ferita, morte per morte; quand’ecco un ordine dello Stato Maggiore Generale strappare il bravo 2.o reggimento da quella inerzia micidiale e chiamarlo su campo più operoso e conseguentemente più glorioso.
Allora il tenente colonnello Spinazzi seguendo alla lettera le istruzioni impartitegli dallo Stato Maggiore Generale dell’esercito dei Volontarii, si vide sbalestrato da Monte Spezza all’altopiano di Resta e agli altipiani dell’Alpo, in Valle Lorina e di Michele, per vie disastrosissime, in luoghi inospiti e coi suoi militi sprovveduti di viveri, di munizioni da guerra, di scarpe, di coperte, di giberne (causa del deterioramento e disperdimento delle munizioni) e persino sprovveduti di militare divisa, armati di cattivi fucili e in tale stato insomma di non poter tenere a lungo la campagna senza che se ne ingenerasse in tutti il più grave scontento.
In tali deplorabili condizioni, rese ancora più sensibili da ordini non troppo chiari e precisi, o subito revocati che costringevano il corpo a marce e contromarce affaticanti, il Colonnello cercava di mettere il più che gli fosse possibile d’accordo le istruzioni che di tratto in tratto riceveva colle condizioni fisiche e morali degli uomini da lui comandati. Difficile compito era il suo, e non gli sarebbe forse più lungamente bastato l’animo, se in un ordine a lui abbassato dallo Stato Maggiore Generale, non avesse finalmente intraveduto il solo mezzo possibile di rialzare in un istante il morale dei volontari e di compensarli delle tante privazioni e fatiche sofferte, coll’accordare loro uno di quei giorni che formano il sogno del soldato patriota accorso volontario sotto le insegne del generale Garibaldi.
Era compito del colonnello Spinazzi spingere la frazione del suo reggimento rimastagli sotto mano a ridosso alla strada che da Storo conduce alla Valle d’Ampola in quella di Ledro, tenendosi a levante in modo da tagliare la strada alla piccola guarnigione del fortilizio austriaco, come gli veniva precisamente indicato. L’ordine era preciso; per eseguirlo era mestieri apparecchiarsi a combattere. A tale effetto il Colonnello portò le sette sue compagnie rimastegli dal piano di Resta presso Magasa, girando a destra il Monte Tombea, e per la bocca di Lorina, per la valle di Tremosine; quindi risalendo la valle di Bondo occupò senza ferir colpo, l’altopiano di Nota, il quale veniva abbandonato dagli Austriaci appena la nostra avanguardia ebbe a presentarsi.
Restavagli ora di calare da quella posizione per gettarsi impetuosamente a ridosso della sopra indicata via, ed occupare i villaggi di Legos, Molina, Mezzolago, Pieve di Ledro, chiudere ermeticamente la strada che da Tiarno di Sotto conduce a Biasezza e a Riva del Garda.
Con tale divisamento egli diresse le sue forze in due colonne, affidandole, quella incaricata dell’attacco di destra al signor maggiore Numa Palazzini colla 5.a e 10.a compagnia, e quella di sinistra al signor maggiore Amos Ocari colla 1.a e 2.a compagnia, mantenendo in sostegno e riserva le rimanenti tre compagnie, vale a dire la 7.a. l’8.a e la 12.a.
Punto obiettivo di congiungimento e azione delle due colonne era il villaggio di Pieve di Ledro. L’attacco che principiò alle due pomeridiane fu simultaneo ed egregiamente diretto dai suindicati comandanti le due colonne. Il maggiore Numa Palazzini dopo un’ora di marcia dal Monte Nota occupò il villaggio di Legos senza trovare chi gli resistesse per la più che sollecita ritirata di una compagnia austriaca. Mentre eseguitasi questa occupazione, il maggiore Amos Ocari spingevasi sino alle alture che guardano il villaggio di Pieve di Ledro, ed ivi trovò fortissima resistenza da parte del nemico, che forte di parecchie compagnie di linea e di cacciatori con quattro pezzi da montagna, occupava tutte le alture ed in special modo quella della Proteria (Roccolo).
Una finta ritirata del nemico cercò di attirare i nostri in un tranello; una piccola mina praticata al Roccolo e prematuramente scoppiata, mise sull’avviso il comandante di tali preparate insidie, se non che l’ardore dei Volontari non permise al nemico di giovarsi molto delle imboscate acconciamente disposte. I nostri, sormontato ogni ostacolo, spinsero gli austriaci colla baionetta alle reni sino al villaggio di Pieve.
Ivi più fiera divenne la lotta, protetti com’erano i nemici da un fiumicello e dalle case del villaggio, sulle quali essi eransi ritirati ed avevano posto in posizione i loro pezzi. Nulla più resistette al coraggio dei volontari sorvenendo da parte di destra la colonna comandata dal maggiore Numa Palazzini, il villaggio di Pieve venne conquistato dai nostri alla baionetta, e quivi fecero alcuni prigionieri.
Il villaggio di Pieve venne occupato alle sette pomeridiane, e già i nostri potevano gloriarsi della bella vittoria ottenuta con poco sangue, quando un corpo di nemici trafugatosi fra i monti, approfittandosi dell’ardore dei volontari in riserva, i quali, mal consentendo di starsene inattivi, erano senz’ordine scesi a prender parte all’azione, occupava i gioghi di monte Nota.
Erano circa dugento ed avrebbero potuto seriamente compromettere l’esito della giornata, se il Colonnello che stava sull’avviso, osservando ogni movimento d’ambo le parti per tutte le eventualità non avesse provveduto istantaneamente conducendo in persona un pelottone dell’8.a ed uno della 12.a compagnia che più gli erano a mano, disponendoli a martello al fine di prendere il nemico di fronte e di fianco, e dopo breve fucilata caricandolo vivamente alla baionetta non lo avesse messo in fuga dirotta giù per i dirupi.
In quello le due colonne Palazzini e Ocari unite in una sola assalirono arditamente di fronte le alture opposte al villaggio di Pieve, e qui furono le perdite serie dei volontari, i quali mal provveduti d’armi erano costretti ad assalire alla baionetta un nemico che sosteneva contro di loro il fuoco più micidiale delle sue carabine e de’ suoi pezzi da montagna.
Sopperendo però allo sconcio delle armi l’ardore dei soldati italiani, il monte cadeva più che mezzo in potere dei nostri, e il nemico dovette la sua salvezza all’oscurità della notte, che durante il lungo conflitto erasi avvicinata a gran passi.
I nostri tennero occupato il villaggio e Monte Rovigà, senza che gli Austriaci tentassero nessun ritorno offensivo, se non che la notizia di essere giunti numerosi rinforzi al nemico dalla parte di Biasezza, la deficienza di munizioni e l'impossibilità di potersi sostenere nella valle contro forze quattro volte superiori, che per la vicinanza del loro centro di operazione potevano in poche ore duplicarsi, consigliarono il Colonnello a ritirare le sue forze nelle posizioni più sicure di monte Nota, ritirata che il nemico si astenne dal molestare, e che venne eseguita con tutto l’ordine alle due del successivo mattino, e mentre una frazione, la seconda compagnia comandata dal capitano Tommaso Marani, assecondava il movimento di ritirata facendo in pari tempo una ricognizione sui vicini monti Rosa e Tremalzo.
Il villaggio di Pieve di Ledro il quale venne si a lungo disputato non fu occupato dagli Austriaci durante il giorno successivo al combattimento. Tale fu l’esito del fatto d’arme di Valle di Ledro che, avuto riguardo ai risultanti soprattutto morali, puossi considerare come una vittoria non ingloriosa per le nostre armi, se soprattutto si abbia riguardo alla forte posizione occupata dal nemico, al numero impari delle nostre forze, alla inferiorità delle armi, ed alla mancanza per parte nostra di artiglieria.
Da informazioni assunte, dall’interrogatorio dei prigionieri, e dalle osservazioni fatte sul luogo si ha tutta ragione di credere che contro le nostre sette compagnie, il cui stato combattente non superava i 1 200 uomini, il nemico spiegava mezza brigata di linea, due compagnie di cacciatori, tre compagnie di volontari e quattro pezzi da montagna, vale a dire un totale al di là di 3 500 uomini. Le nostre perdite disgraziatamente numerose non si possono ancora precisare; lamentasi la morte del sottotenente Grossi Giulio, il quale cadeva colpito da tre palle mentre alla testa dei suoi caricava alla baionetta il nemico.
Con altro successivo rapporto si daranno più dettagliati particolari sui fatti e sulle azioni individuali, in un coll’elenco dei morti e feriti. Il Comandante il 2.o Reggimento Volontari Italiani. Tenente Colonnello Pietro Spinazzi”»
(Pietro Spinazzi, Ai miei amici: Parole di Pietro Spinazzi, L. Tenente Colonnello comandante il 2.o Regg. Volontari Italiani nella campagna del 1866, Genova 1867)

## Le perdite

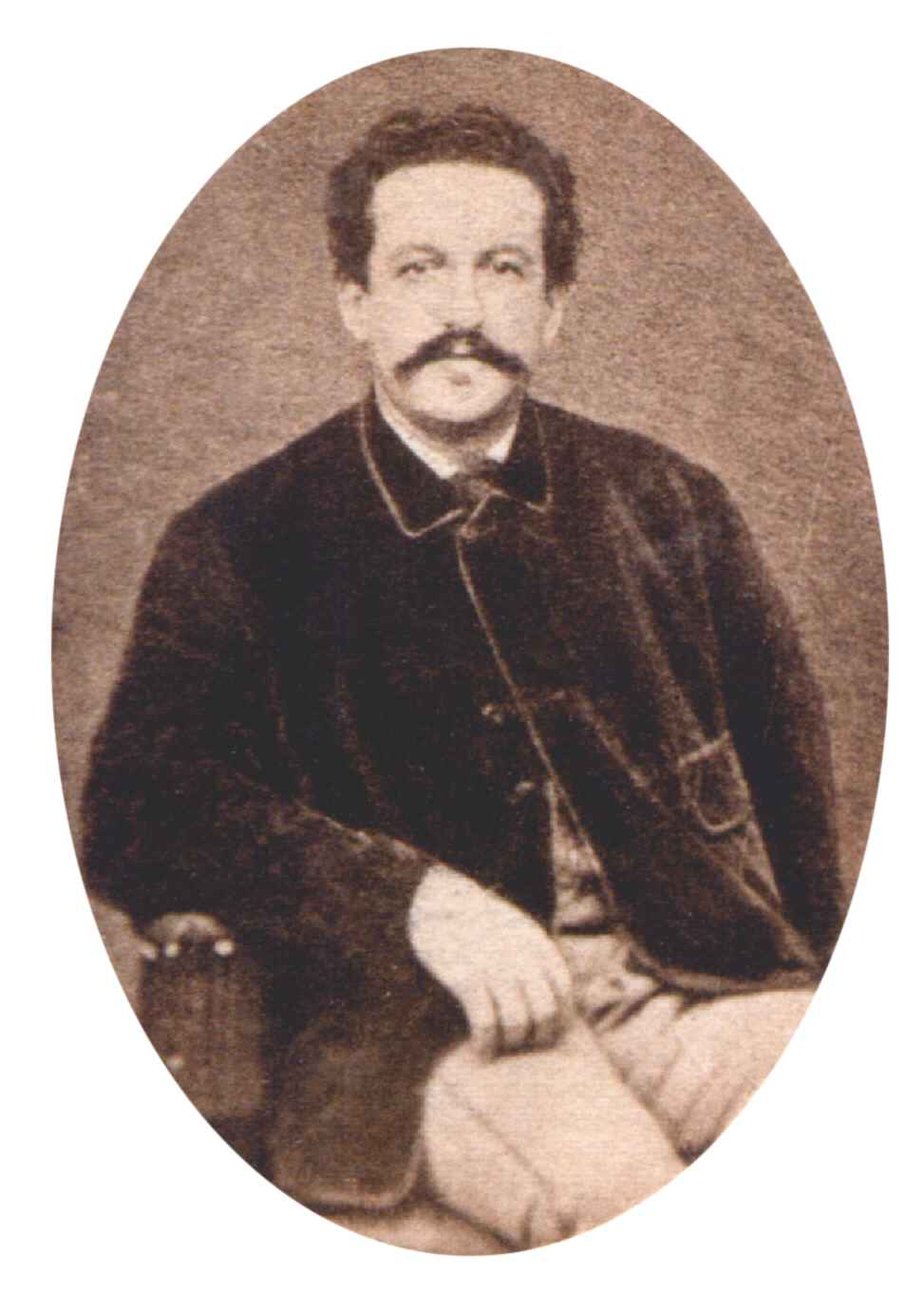
Il capitano Tommaso Marani combatté con valore al Caffaro e a Pieve di Ledro

Le perdite per i volontari furono di 14 morti, tra i quali il sottotenente Giulio Grossi colpito da una palla in fronte nei pressi dell'Albergo “Alpino” mentre tentava di impossessarsi di un cannone nemico, 42 feriti, tra i quali il tenente, ex dei “I Mille”, Natale Tambelli, della prima compagnia, gravemente colpito alla testa, il volontario Carlo Zanoia, e 35 dispersi compreso il volontario, studente in medicina, Antonio Fagiuoli di Parona, della seconda compagnia. Gli austriaci dichiararono 39 soldati tra morti e feriti e tre dispersi.
Tra i dispersi in combattimento è da annoverarsi anche la giovanissima guida Pace Mentì da Cadria. Secondo il ricercatore Ugo Zaniboni Ferino, tre feriti gravi austriaci intrasportabili furono lasciati e curati in paese dal dottor Giuliano Venturini  di Magasa.

## I fatti successivi

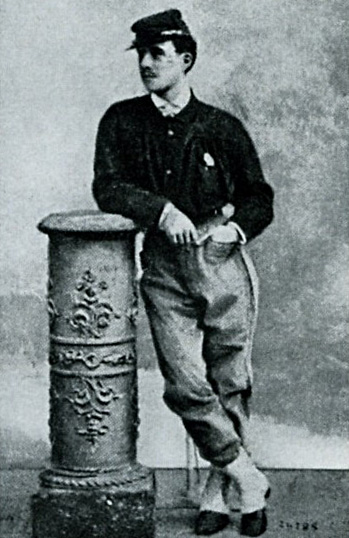
Il volontario garibaldino Vigilio Covi di Trento protagonista dello scontro del Caffaro e di Pieve di Ledro. Faceva parte della 2ª cp, la stessa ove era presente il cane Caffaro

Durante la notte il maggiore Philipp Graf Grünne, credendo che le forze del colonnello Spinazzi fossero numericamente superiori alle sue, decise di ritirarsi a Campi di Riva del Garda lasciando solamente due compagnie sulla Bocca di Trat e un reparto sul monte Parì, e sguarnendo in tal modo la Valle di Ledro.
Anche lo Spinazzi informato falsamente dell'arrivo imminente di forti rinforzi austriaci da Riva del Garda si attestò sul monte Nota in attesa del sostegno di sei compagnie del 10º Reggimento provenienti da Gargnano  che vi giungeranno il 20, mentre tra i suoi uomini cresceva sempre di più l'insofferenza per l'esecuzione di ordini assurdi che sfocerà il giorno successivo quando, esposti per ore a monte Nota a un furioso temporale, abbandonarono il luogo senza il consenso degli ufficiali riparandosi a Vesio di Tremosine.
I feriti italiani e austriaci furono provvisoriamente sistemati, come ricorda l'ingegner Silvio Martinelli di Pieve di Ledro, “in due stanze della casa del Forestale che era adibita ad ospedale, ma a tale uso era stata adibita anche la casa di Ginevra Biondi”  e curati oltre dal dottor Giuliano Venturini anche da specialisti garibaldini, il maggiore, medico di reggimento, Carlo Regnoli, il tenente medico Carlo Billi e il tenente medico Giovanni Battista Bardelli. Questi ultimi tre, a guerra finita, saranno insigniti per l'ottimo comportamento sul campo di battaglia di un'onorificenza al Valor militare: i primi due con la menzione onorevole, l'ultimo con la più prestigiosa medaglia d'argento al valor militare.
Il Regnoli fu onorato “per le zelanti ed intelligenti cure prestate ai feriti. Assalito all'ospedale provvisorio di Pieve di Ledro da un distaccamento nemico, riuscì a far rispettare i feriti e farsi lasciare con altri sanitari a curarli. Si recò più tardi sul campo di Bezzecca e rese ancora là segnalati servizi”, il Billi per aver coadiuvato “il suo medico di reggimento durante la giornata”  e, infine, il Bardelli “perché il giorno 18 con coraggiosa filantropia non abbandonò mai i suoi feriti rifiutandosi di lasciarli benché fosse minacciato di cadere prigioniero degli Austriaci”.